# Zeidora naufraga
Zeidora naufraga é uma espécie de molusco pertencente à família Fissurellidae.
A autoridade científica da espécie é Watson, tendo sido descrita no ano de 1883.
Trata-se de uma espécie presente no território português, incluindo a zona económica exclusiva.